# Al-Quwwāt al-Barriyyat al-Miṣriyya
L'esercito egiziano (in arabo القوات البرية المصرية‎?, El Geish el Masry) o Forze terrestri egiziane (in arabo القوات البرية المصرية‎?, Al-Quwwāt al-Barriyyat al-Miṣriyya) è la più grande componente delle forze armate egiziane L'esercito moderno venne istituito durante il regno di Muhammad Ali Pasha (1805–1849), ampiamente considerato il "fondatore dell'Egitto moderno". I suoi impegni più significativi nel XX secolo furono nelle cinque guerre dell'Egitto con lo Stato di Israele (nel 1948, 1956, 1967, 1967–1970 e 1973), una delle quali, la Crisi di Suez del 1956, la vide anche combattere con gli eserciti del Regno Unito e della Francia. L'esercito egiziano fu anche pesantemente impegnato nella lunga Guerra civile dello Yemen del Nord, e nella breve guerra libico-egiziana nel luglio 1977. Il suo ultimo grande impegno fu l'Operazione Desert Storm, la liberazione di Kuwait dall'occupazione irachena nel 1991, in cui l'esercito egiziano costituiva il secondo contingente delle forze alleate.
A partire dal 2020, l'esercito ha una forza stimata di 340.000 soldati, di cui circa 120.000-200.000 sono professionisti e il resto coscritti. Esistono altri 438.000 riservisti.

## Storia
L'esercito egiziano è il più antico esercito del mondo.

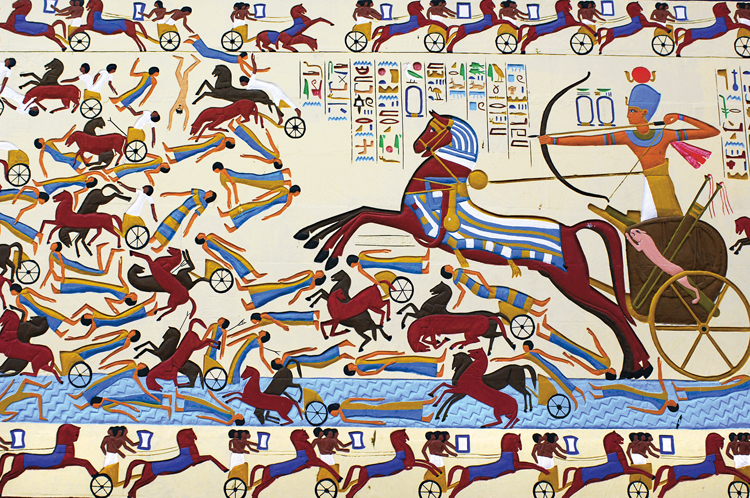
Gli Hyksos dell'Antico Egitto guidavano carri.

Per la maggior parte della sua lunga storia, l'antico Egitto fu unificato sotto un unico governo. Ci furono tre regni e due periodi intermedi. Durante i tre regni l'Egitto fu unificato sotto un unico governo. Durante i periodi intermedi tra i regni il controllo del governo era nelle mani dei vari nomes (province all'interno dell'Egitto) e di vari stranieri. Questa circostanza pose le basi per molte delle conquiste militari dell'Egitto. Gli egiziani indebolirono i loro nemici usando piccole armi a proiettile, come archi e frecce. Avevano anche carri che usavano per caricare il nemico.
Le aride pianure e i deserti che circondavano l'Egitto erano abitati da tribù nomadi che occasionalmente cercavano di razziare o stabilirsi nella fertile valle del Nilo. Tuttavia, le grandi distese del deserto formavano una barriera che proteggeva la valle del fiume ed era quasi impossibile da attraversare per eserciti massicci. Gli egiziani costruirono fortezze e avamposti lungo i confini est e ovest del delta del Nilo, nel deserto orientale e in Nubia a sud. Piccole guarnigioni potevano prevenire incursioni minori, ma se veniva rilevata una grande forza veniva inviato un messaggio per il corpo d'armata principale. La maggior parte delle città egiziane era priva di mura e di altre difese.

### Sotto la dinastia di Muhammad Ali
Dopo la sua presa del potere in Egitto, e la dichiarazione di se stesso come chedivè del paese, Muhammad Ali Pascià si accinse a stabilire una buona fede militare egiziana. Prima del suo governo, l'Egitto era stato governato dall'Impero ottomano e mentre tecnicamente doveva ancora fedeltà alla Porta ottomana, Muhammad Ali cercò di ottenere la totale indipendenza per l'Egitto. Per raggiungere questo scopo, portò armi e competenze europee e costruì un esercito che sconfisse il Sultano ottomano, strappando il controllo alla Porta del Levante e dell'Hegiaz. L'esercito egiziano venne coinvolto nelle seguenti guerre durante il regno di Muhammad Ali:
- Conquista egiziana del Sudan (1820-1824)
- Guerra d'indipendenza greca
- Guerra ottomano-egiziana (1831-1833)
- Guerra egizio-ottomana (1839-1841)

e durante i regni dei chedivè Abbas I, Sa'id Pascià, Isma'il Pascià e Tawfiq Pascià:
- Guerra di Crimea
- Intervento francese in Messico
- Rivolta cretese (1866-1869)
- Guerra etiope-egiziana
- Guerra serbo-ottomana (1876-1878)
- Guerra russo-turca (1877-1878)
- Guerra mahdista
- Guerra anglo-egiziana

così come diverse spedizioni in Sudan durante gli anni 1850, '60 e '70, e ribellioni (principalmente in Provincie dell'Alto Egitto negli anni 1860 e 1870, in particolare la ribellione delle Assi avvenuta dal 1864 fino al 1865 e avviata da decine di migliaia di fellahin separatisti dell'Alto Egitto guidati dallo sceicco Ahmad Al Tayyib che all'inizio cominciò con una vittoria minima per loro, conquistando con successo tutto l'Alto Egitto sotto il loro controllo. Le forze governative egiziane riuscirono a sconfiggere i ribelli in una serie di battaglie e riconquistarono tutto l'Alto Egitto.
Nel 1882 a Valentine Baker ("Baker Pasha") venne offerto il comando dell'esercito egiziano appena formato, che accettò. Al suo arrivo al Cairo, tuttavia, l'offerta venne ritirata ed egli ottenne solo il comando della polizia egiziana. In questo incarico dedicò di gran lunga la maggior parte delle sue energie all'addestramento della gendarmeria, che si rese conto sarebbe stata la riserva delle forze puramente militari. L'Egitto venne quindi coinvolto nella guerra mahdista (1881-99) di lunga durata in Sudan.

### La creazione di un esercito professionale
Durante il regno di Muhammad Ali Pascià, l'esercito egiziano divenne un esercito molto più strettamente reggimentato e professionale. Le reclute vennero separate dalla vita civile quotidiana e venne imposto un senso di legge impersonale. Muhammad Ali Pascià in precedenza aveva tentato di creare un esercito di schiavi sudanesi e di mamelucchi, ma la maggior parte morì sotto l'intenso addestramento militare e le pratiche del Pascià. Invece, il Pascià impose la coscrizione nel 1822 e le nuove reclute militari erano per lo più contadini egiziani, noti anche come fellah. A causa delle dure pratiche militari, i 130.000 soldati arruolati nel 1822 si ribellarono nel sud nel 1824.
L'obiettivo del Pascià era quello di creare l'ordine militare attraverso l'indottrinamento da due nuove principali pratiche chiave: l'isolamento e la sorveglianza. In passato, le mogli e la famiglia potevano seguire l'esercito ovunque si accampasse. Questo non era più il caso. Il Pascià cercò di creare una vita completamente nuova per il soldato, distinta da quella della vita civile. Per essere completamente indottrinati ed adattati all'esercito, essi avevano bisogno di essere spogliati delle loro vite, delle loro abitudini e pratiche quotidiane. All'interno di queste caserme, anche i soldati erano sottoposti a nuove pratiche. Le norme e i regolamenti non vennero fatti per infliggere punizioni alle reclute, ma piuttosto per imporre un senso di rispetto per la legge; bastava la minaccia della punizione per tenerli in riga e lontani dalla diserzione. L'appello veniva effettuato due volte al giorno e i dispersi sarebbero stati dichiarati disertori e avrebbero dovuto affrontare la punizione per le loro azioni. Le truppe erano tenute occupate per evitare che gli uomini rimanessero inattivi negli accampamenti. I compiti banali che riempivano di vita i soldati erano un tentativo di tenere gli uomini costantemente impegnati in compiti utili e non pensare ad andarsene. C'erano anche molte altre ragioni per cui il Pascià imponeva questo rigido isolamento. In precedenza, i soldati saccheggiavano le città e provocavano il caos ovunque andassero. La disobbedienza militare era così frequente che i beduini erano impiegati per tenere sotto controllo i soldati. Sfortunatamente ciò fallì quando anche i beduini si abbandonarono allo stesso comportamento distruttivo. Così, con le nuove pratiche di isolamento, c'era più pace nella vita civile.
L'isolamento consentì anche una sorveglianza più intensa. L'idea era di promuovere l'ordine attraverso l'obbedienza iniziale piuttosto che attraverso la punizione. Sebbene questa idea sembri di natura umana, il cambiamento di mentalità passò dalla fiducia alla sfiducia e le conseguenze della disobbedienza furono spesso fatali. La completa sottomissione era l'obiettivo finale del Pascià. Un esempio di questa sorveglianza estrema era il Tezkere. Il Tezkere era un certificato con il timbro di approvazione di un ufficiale militare che consentiva al soldato di lasciare i locali del campo. Il certificato specificava il motivo del soldato e i dettagli specifici della sua assenza. Il soldato sarebbe stato chiamato a mostrare il suo certificato quando viaggiava per dimostrare la legittimità della sua escursione. Anche al di fuori della sorveglianza del campo, il soldato è ancora strettamente sorvegliato.
Il Pascià stesso serviva anche come forma di sorveglianza. La legge e la sua rigorosa attuazione davano l'impressione della presenza costante del Pascià. Il Pascià teneva in grande considerazione la legge e costruiva nella sua società un forte legame tra crimine e punizione. Se un soldato commetteva un crimine, si presumeva che la sua scoperta fosse definitiva insieme alla sua punizione. Ad esempio, un disertore avrebbe ricevuto 15 giorni di reclusione e 200 frustate per il suo crimine. La dura punizione, unita al fatto che l'appello veniva chiamato tre volte al giorno, dissipava ogni pensiero di diserzione da parte del soldato. La precedente concezione della punizione si trasformò da vendetta in certezza. Di gran lunga la più grande riforma militare in questo periodo fu trasformare la mentalità militare in una obbedienza assoluta per prevenire qualsiasi mancanza di dissenso. Quando i soldati lasciavano le loro vecchie vite per la loro nuova vita militare, apprendevano il loro nuovo posto nella società attraverso il loro codice legale e la loro pratica unici.
Il passaggio dalle punizioni corporali come politica ufficiale per la punizione alla reclusione è importante per la modernizzazione dell'esercito egiziano. Il ragionamento era che la legge può sempre essere applicata e un soldato può sempre essere punito per i suoi crimini e questo è un deterrente migliore per i crimini rispetto alle punizioni fisiche pubbliche. Tuttavia, le punizioni corporali non vennero completamente eliminate. Spesso, insieme alla reclusione, vennero utilizzate punizioni corporali, come la fustigazione. Le pene detentive erano divise in tre tipi: arresti domiciliari leggeri, arresti domiciliari pesanti e reclusione nel carcere del campo. Gli arresti domiciliari tenevano il soldato in isolamento per un massimo di due mesi. Gli arresti domiciliari pesanti erano limitati a un mese e avevano una guardia che sorvegliava il prigioniero e l'ultima opzione è la reclusione nella prigione del campo fino a quindici giorni.
Vennero anche emanate politiche per modernizzare l'esercito nel modo in cui era strutturato al di fuori del campo di battaglia. Ai soldati vennero dati numeri di identificazione da utilizzare sui documenti. Una più ampia varietà di uniformi venne utilizzata per differenziare i gradi. Anche gli edifici avevano regolamenti posti su di loro. Le tende dovevano essere posizionate a una certa distanza l'una dall'altra e ogni edificio aveva una posizione assegnata all'interno del campo. Tutte queste politiche vennero progettate per infondere disciplina e un senso di regolarità collettiva in ogni soldato.
L'approvazione di leggi con un rigido regime di punizione non era sufficiente per i soldati per interiorizzare i diversi regolamenti dell'esercito a cui era stato chiesto di obbedire. Perché ciò avvenisse, questi soldati dovevano essere internati e isolati dalle influenze esterne. Quindi dovevano essere insegnati a seguire le regole e i regolamenti che venivano con la vita dell'esercito. Questo processo contribuì a trasformare i fellah in soldati disciplinati.

### Le guerre mondiali
Nel 1882, l'indipendenza dell'Egitto terminò quando passò sotto l'occupazione britannica. Attraverso il mantenimento di un livello di autonomia, era essenzialmente uno stato fantoccio per gli inglesi. Sotto il controllo britannico partecipò alla prima guerra mondiale contro l'Impero ottomano.

#### La prima guerra mondiale

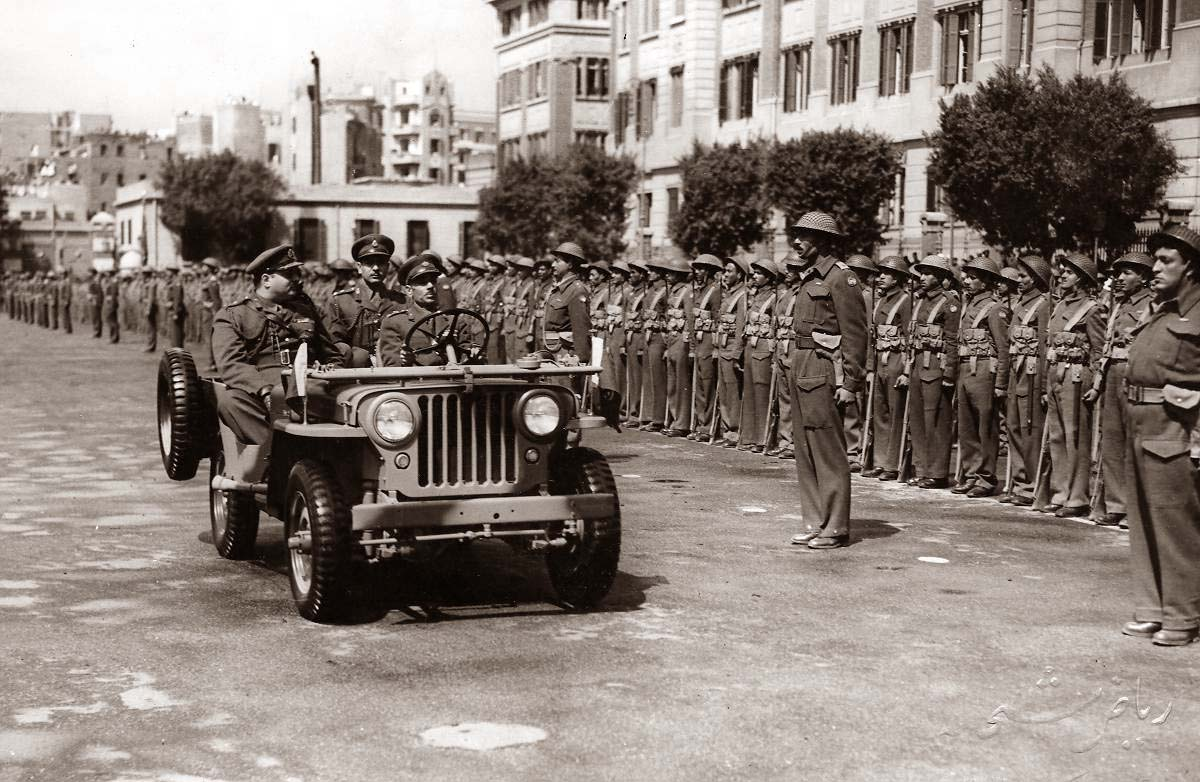
Re Faruq I d'Egitto ispeziona le unità dell'esercito ad Abdeen Square

Nel 1914 l'esercito egiziano era una forza di difesa nazionale in gran parte nativa. Comprendeva 17 battaglioni di fanteria (8 sudanesi e 9 egiziani), 3 compagnie di fanteria a cavallo, un corpo cammellato, servizi di supporto e vari gruppi di miliziani locali. Venne organizzato, ampliato ed equipaggiato dagli inglesi durante gli anni prebellici e guidato da ufficiali britannici. Sebbene alcune unità di artiglieria da campo partecipassero volontariamente alla difesa del Canale di Suez all'inizio del 1915, l'esercito egiziano venne principalmente impiegato per mantenere l'ordine nel travagliato Sudan.
A causa dell'importanza strategica del Canale di Suez, gli ottomani tentarono incursioni e campagne multiple contro il Sinai, nella speranza d'isolare le navi britanniche e prendere l'Egitto britannico. Alla fine, gli ottomani vennero respinti e gli inglesi avanzarono in Palestina.
Nel 1917 15.000 volontari egiziani prestavano servizio nell'esercito egiziano, schierati principalmente in Sudan con tre battaglioni nell'Egyptian Expeditionary Force, insieme a 98.000 lavoratori, 23.000 dei quali prestavano servizio all'estero. Il numero di arruolamenti egiziani non poteva essere aumentato poiché la coscrizione poteva minacciare la produzione di cibo e cotone tanto necessari e la stabilità dell'Egitto. Anche in questo periodo, gran parte delle linee ferroviarie in Egitto che non erano cruciali per la produzione di cotone, zucchero, cereali e foraggi, erano già state sollevate e utilizzate sulla ferrovia militare, ad eccezione della Ferrovia chediviale da Alessandria a Daba'a che era disponibile per le emergenze. L'Egyptian Labour Corps e l'Egyptian Camel Transport Corps avevano svolto un servizio inestimabile durante la campagna del Sinai e avrebbero svolto servizi e difficoltà ancora maggiori durante la successiva campagna di Palestina.
È stato stimato che un milione di soldati egiziani parteciparono alla prima guerra mondiale durante il regno di Hussein Kamil d'Egitto, di cui mezzo milione perirono.

#### La seconda guerra mondiale
Prima della seconda guerra mondiale, "il servizio militare era obbligatorio per gli uomini di età compresa tra diciannove e ventisette anni, ma a causa delle dimensioni limitate dell'esercito - circa 23.000 uomini nel 1939 - pochi vennero effettivamente arruolati. Durante la seconda guerra mondiale, l'esercito egiziano crebbe fino a circa 100.000 soldati. La Gran Bretagna mantenne una forte influenza e gli fornì equipaggiamento, istruzioni e tecnici. In base ai termini del trattato anglo-egiziano del 1936, le truppe britanniche rimasero nel paese per difendere il Canale di Suez."
All'ingresso dell'Italia nella seconda guerra mondiale, la 10ª Armata italiana lanciò l'invasione italiana dell'Egitto dalla Cirenaica nel settembre 1940. L'Egitto interruppe i rapporti con le potenze dell'Asse dopo che gli italiani invasero, ma rimasero tecnicamente neutrali fino alla fine della guerra. L'Italia cercò di controllare il Canale di Suez ma fermò la sua avanzata a Sidi Barrani, in attesa che i genieri costruissero una strada ed ulteriori rifornimenti. Una controffensiva britannica, l'Operazione Compass, iniziò nel dicembre 1940 con l'invasione della Libia. Dopo significativi guadagni, essi vennero respinti dai rinforzi tedeschi sotto il generale tedesco Erwin Rommel, che reinvase l'Egitto e di nuovo li respinsero dopo la seconda battaglia di El-Alamein.
I diplomatici statunitensi scrissero nel 1952 che dal 1929-30 si era sviluppata una spaccatura tra gli ufficiali più giovani istruiti all'università, che erano stati inviati a seguire un corso di stato maggiore nel Regno Unito, e gli "ufficiali di alto grado più anziani e mal istruiti [che] stavano apparentemente impedendo loro di essere promossi.[...] Durante la guerra in Palestina l'entità della mazzetta e della corruzione tra questi ufficiali più anziani divenne evidente in misura allarmante e durante il 1950 gli ufficiali più giovani riuscirono a forzare un'indagine approfondita sullo scandalo delle armi, con conseguenti dimissioni della maggior parte dei generali di alto grado, tra cui Haidar Pasha, il comandante in capo, Osman Mahdi Pasha, il capo di stato maggiore e Sirry Amer Pasha, comandante dell'élite Corpo d'armata di frontiera. Tuttavia, non molto tempo fa dopo le dimissioni di questi ufficiali, essi vennero tranquillamente riconfermati alle loro vecchie posizioni dal re e gli ufficiali subalterni si ritrovarono di nuovo vittime di mazzette, corruzione e favoritismi da parte della cricca di Palazzo."
Nel 1950, re Faruq stava reclutando ex ufficiali dell'esercito tedesco della Wehrmacht per consigliare l'esercito, sostituendo la missione militare britannica, che aveva lasciato l'Egitto nel 1947. I generali Wilhelm Fahrmbacher e Oskar Munzel guidarono i consiglieri, rimanendo fino al 1958. Fahrmbacher e sei aiutanti arrivarono in Egitto nel 1950 come gruppo iniziale di un gruppo di circa 30 ufficiali.

### Dopo la rivoluzione del 1952

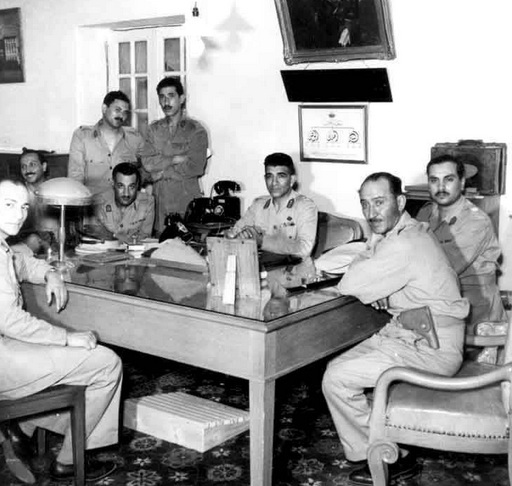
I membri degli Ufficiali Liberi si riunirono dopo la rivoluzione. Da sinistra a destra: Zakariyya Muhyi al-Din, Abd al-Latif Baghdadi, Qamal el-Din Hussein, Gamal Abdel Nasser (seduto), Abd al-Hakim Amir, Muhammad Naguib, Yusef el-Sadiq ed Ahmed Shawki

Dopo la sconfitta dell'esercito egiziano nella guerra arabo-israeliana del 1948, gli ufficiali egiziani insoddisfatti crearono un'organizzazione segreta, gli Ufficiali Liberi. Guidati da Muhammad Naguib e Gamal Abdel Nasser, gli Ufficiali Liberi rovesciarono il re Faruq nel colpo di Stato egiziano del 1952. Gli Ufficiali Liberi conclusero quindi l'Accordo anglo-egiziano del 1954, stipulato nel mese di ottobre, con la Gran Bretagna. Stabiliva un'evacuazione graduale delle truppe britanniche dalla base di Suez, concordava il ritiro di tutte le truppe entro 20 mesi (cioè giugno 1956); la manutenzione della base doveva essere continuata; e permise alla Gran Bretagna di detenere il diritto al ritorno per sette anni.

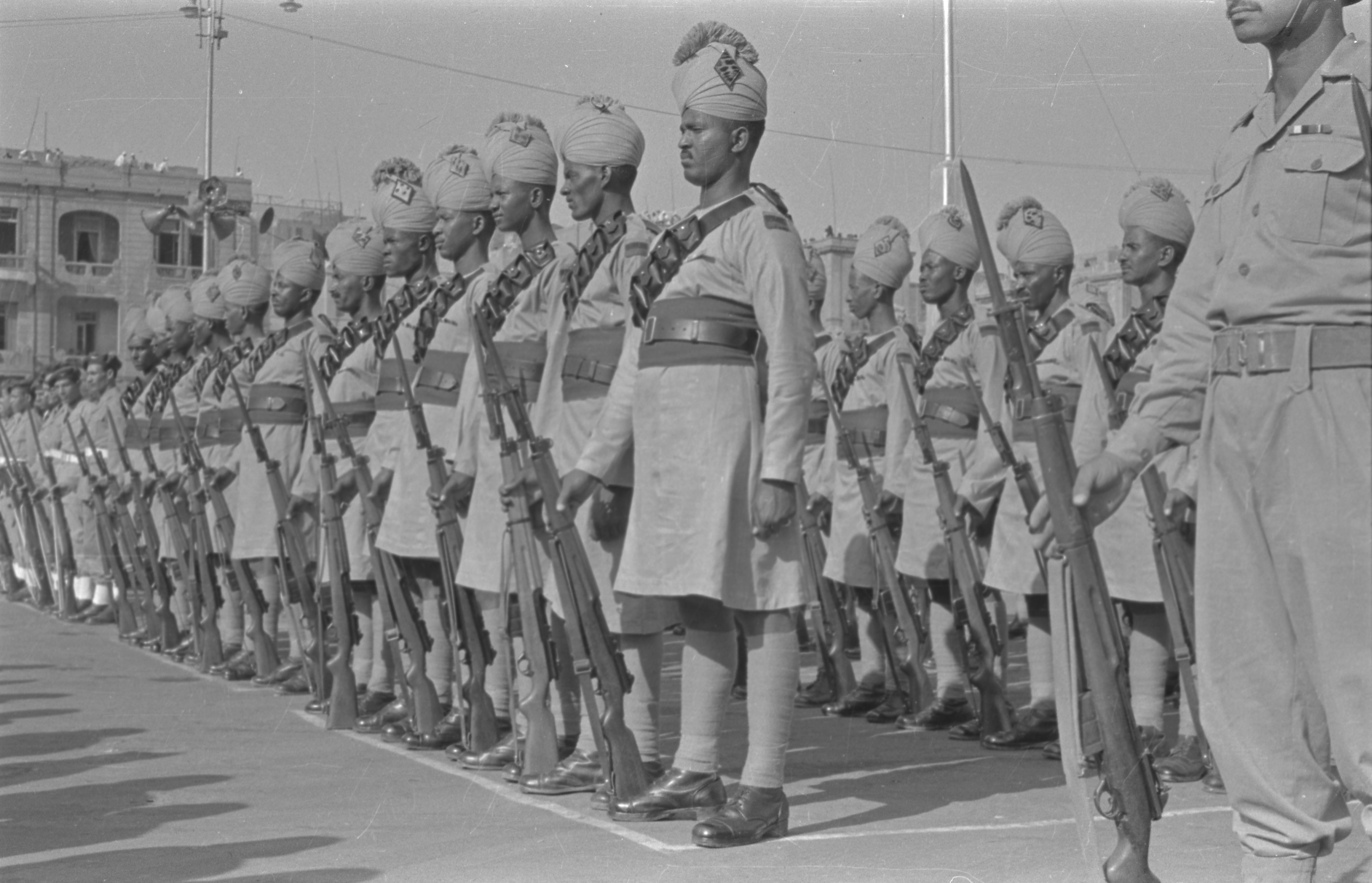
Soldati egiziani durante una parata militare nel 1955

I soldati britannici si ritirarono il 24 maggio 1956, ma poco dopo sorse la crisi di Suez, conosciuta in Egitto e nel mondo arabo come Aggressione tripartita. Poco prima della crisi di Suez, la competenza politica piuttosto che militare era il criterio principale per la promozione. Il comandante egiziano, il feldmaresciallo Abd al-Hakim Amir, era un incaricato puramente politico che doveva la sua posizione alla sua stretta amicizia con Nasser. Un forte bevitore, si sarebbe dimostrato grossolanamente incompetente come generale durante la crisi. Le linee rigide tra ufficiali e uomini dell'esercito egiziano portarono a una reciproca "sfiducia e disprezzo" tra gli ufficiali e gli uomini che servivano sotto di loro. Le truppe egiziane erano eccellenti nelle operazioni difensive, ma avevano poca capacità per le operazioni offensive, a causa della mancanza di "rapporto e leadership efficace di piccole unità".
Tsouras scrive che la forza mobilitata dell'esercito nell'ottobre 1956 era di 100.000 uomini, in 18 brigate (di cui 10 di fanteria, 2 corazzate, 1 corazzata da addestramento e 1 mitragliatrice media). Le principali formazioni di manovra erano concentrate nel Sinai (30.000 in due divisioni) o nella Zona del Canale (una divisione). Le formazioni sul campo erano preoccupate di passare dall'equipaggiamento militare britannico e americano a quello sovietico. Ma dopo l'inizio dell'attacco israeliano, "gli egiziani nel Sinai non hanno mai avuto una possibilità". Gli israeliani presero il vantaggio, recisero tutte le fragili cuciture nell'organizzazione delle forze egiziane e distrussero le loro difese. Nasser ordinò la ritirata dal Sinai che si trasformò in una rotta.
Dal novembre 1957, la CIA scrisse che si stimava che le forze terrestri egiziane avessero una forza di 70.000 unità di combattimento e una forza totale di 100.000 uomini. Mentre c'erano tre divisioni di fanteria e un quartier generale della divisione corazzata, esse svolgevano solo compiti amministrativi. Le più grandi unità da combattimento egiziane erano le sette brigate di fanteria e i quattro gruppi corazzati.
In seguito, l'esercito ha combattuto nella guerra civile nello Yemen del Nord dal 1962 al 1967 e nella guerra dei sei giorni del 1967.

#### La guerra civile nello Yemen del Nord

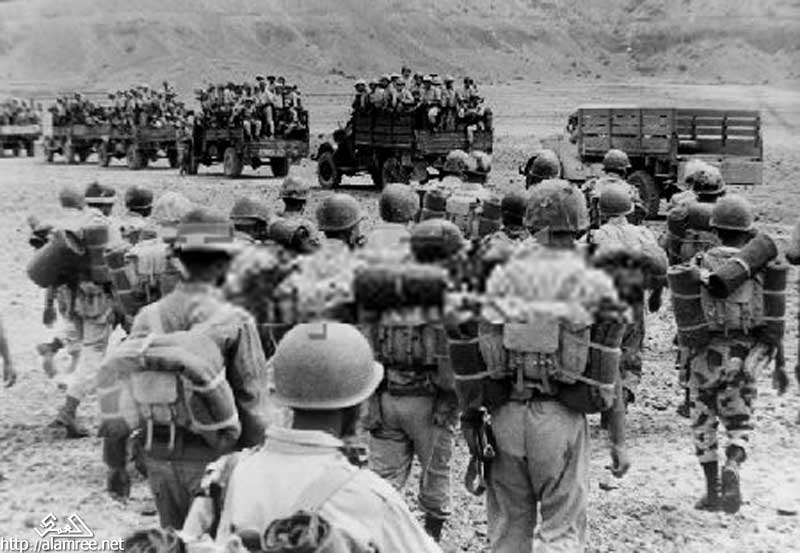
L'esercito egiziano a Sana'a nel 1962

Entro tre mesi dall'invio di truppe in Yemen nel 1962, Nasser si rese conto che il combattimento avrebbe richiesto un impegno maggiore del previsto. All'inizio del 1963, avrebbe iniziato una campagna di quattro anni per districare le forze egiziane dallo Yemen, usando una procedura che salvasse la faccia senza successo, solo per ritrovarsi ad impegnare più truppe. Nell'ottobre 1962 vennero inviati poco meno di 5.000 soldati. Due mesi dopo, l'Egitto aveva schierato 15.000 soldati regolari. Alla fine del 1963, il numero venne aumentato a 36.000; e alla fine del 1964, il numero salì a 50.000 soldati egiziani nello Yemen. La fine del 1965 rappresentò l'apice dell'impegno delle truppe egiziane nello Yemen a 55.000 soldati, che vennero suddivisi in 13 reggimenti di fanteria di una divisione di artiglieria, una divisione di carri armati del Corpo corazzato egiziano e diverse forze speciali e reggimenti aviotrasportati. Tutti i comandanti di campo egiziani lamentavano una totale mancanza di carte topografiche causando un vero problema nei primi mesi di guerra.

#### La guerra del 1967

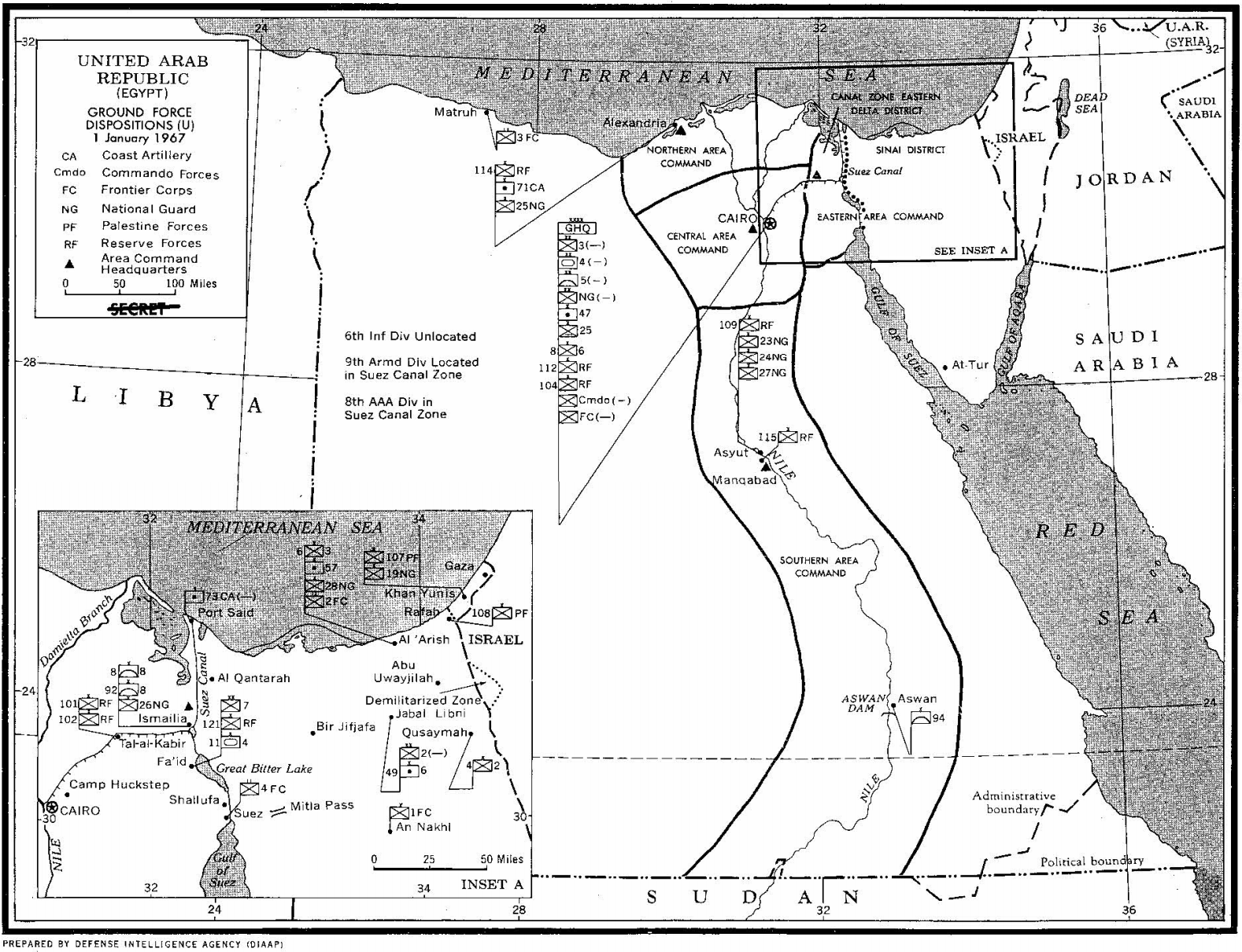
Stima DIA delle disposizioni dell'esercito egiziano al 1 gennaio 1967. Il confronto con Dupuy 1978 rivela alcuni errori, come l'ubicazione della 6ª Divisione meccanizzata, che si trovava nel Sinai.

Prima della guerra del giugno 1967, l'esercito divideva il suo personale in quattro comandi regionali (Suez, Sinai, Delta del Nilo e Valle del Nilo fino al Sudan). Il resto del territorio egiziano, oltre il 75%, era di esclusiva responsabilità del Corpo di Frontiera.
Nel maggio 1967, Nasser chiuse gli Stretti di Tiran al passaggio delle navi israeliane. Il 26 maggio Nasser dichiarò: "La battaglia sarà generale e il nostro obiettivo fondamentale sarà quello di distruggere Israele". Israele considerò la chiusura degli Stretti di Tiran un casus belli. L'esercito egiziano comprendeva allora due divisioni corazzate e cinque di fanteria, tutte schierate nel Sinai.
Nelle settimane prima dell'inizio della guerra dei sei giorni, l'Egitto apportò diversi cambiamenti significativi alla sua organizzazione militare. Il feldmaresciallo Amir creò un nuovo comando interposto tra lo stato maggiore e il comandante del distretto militare orientale, il tenente generale Salah ad-Din Muhsin. Questo nuovo Comando del Fronte del Sinai venne posto sotto il generale Abdel Mohsin Murtagi, tornato dallo Yemen nel maggio 1967. Sei delle sette divisioni nel Sinai (ad eccezione della 20ª Divisione fanteria 'Palestinese') ebbero sostituiti i loro comandanti e i loro capi di stato maggiore. Le informazioni frammentarie disponibili suggeriscono ad autori come Pollack che Amir stesse cercando di migliorare la competenza della forza, sostituendo gli incaricati politici con i veterani della guerra in Yemen.
Dopo l'inizio della guerra, il 5 giugno 1967, Israele attaccò l'Egitto e occupò la Penisola del Sinai. Le forze egiziane avanzate vennero distrutte in tre punti dagli attacchi israeliani, incluso nella Battaglia di Abu-Ageila (1967), e venne ordinata una ritirata ai passi di montagna a cinquanta miglia a est del canale. Ciò si sviluppò in una disfatta mentre gli israeliani infastidirono le truppe in ritirata da terra e dal cielo.

### Sadat e Mubarak

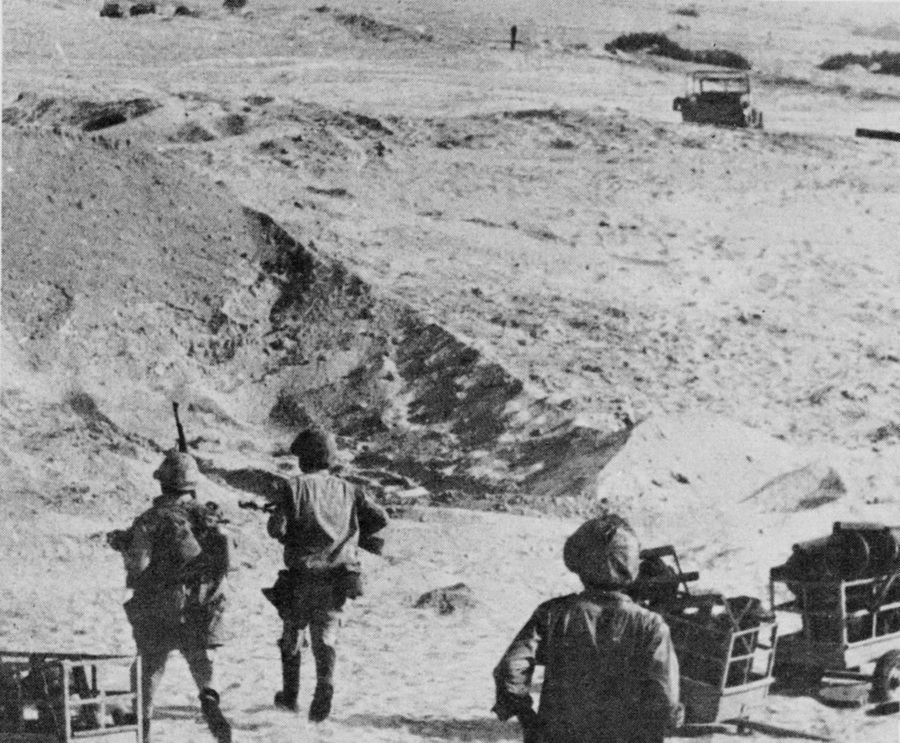
Soldati egiziani sulla sponda orientale. Notare i carrelli. Tirati da due uomini, questi trasporti aiutarono notevolmente il movimento di armi e materiale sulla sponda orientale, mentre nessun veicolo era ancora passato.

Dopo il disastro del 1967, vennero istituite due armate campali, la 2ª Armata e la 3ª Armata, entrambe di stanza a Suez.
Le forze armate hanno anche combattuto nella guerra d'attrito (1969-1970) contro le posizioni israeliane, specialmente nel Sinai. La guerra d'ottobre del 1973 iniziò con un massiccio e riuscito attraversamento egiziano del Canale di Suez. Dopo aver attraversato le linee del cessate il fuoco, le forze egiziane avanzarono praticamente senza opposizione nella Penisola del Sinai. I siriani coordinarono il loro attacco sulle Alture del Golan in concomitanza con l'offensiva egiziana e inizialmente ottennero guadagni minacciosi nel territorio controllato da Israele. Quando il presidente egiziano Anwar Sadat iniziò a preoccuparsi per le sorti della Siria, credeva che conquistare due passi di montagna strategici situati più in profondità nel Sinai avrebbe rafforzato la sua posizione durante i negoziati. Ordinò quindi agli egiziani di tornare all'offensiva, ma l'attacco venne subito respinto. Gli israeliani contrattaccarono poi alla congiuntura della 2ª e della 3ª Armata, attraversarono il Canale di Suez in Egitto ed iniziarono ad avanzare lentamente verso sud e verso ovest in più di una settimana di pesanti combattimenti che inflissero pesanti perdite da entrambe le parti.
Il 22 ottobre venne rapidamente svelato un cessate il fuoco mediato dalle Nazioni Unite, con ciascuna delle parti che incolpava l'altra per la violazione. Entro il 24 ottobre, gli israeliani avevano notevolmente migliorato le loro posizioni e completato l'accerchiamento della 3ª Armata egiziana e della città di Suez. Questo sviluppo portò a tensioni tra gli Stati Uniti e l'Unione Sovietica. Di conseguenza, il 25 ottobre venne imposto un secondo cessate il fuoco per porre fine alla guerra. Al termine delle ostilità, le forze israeliane erano a soli 42 chilometri (26 mi) da Damasco e 101 chilometri (63 mi) dal Cairo. Nonostante fosse stato decisamente sconfitto in battaglia, l'Egitto rivendicò la vittoria nella guerra d'ottobre perché il suo obiettivo militare di conquistare un punto d'appoggio del Sinai era stato raggiunto.

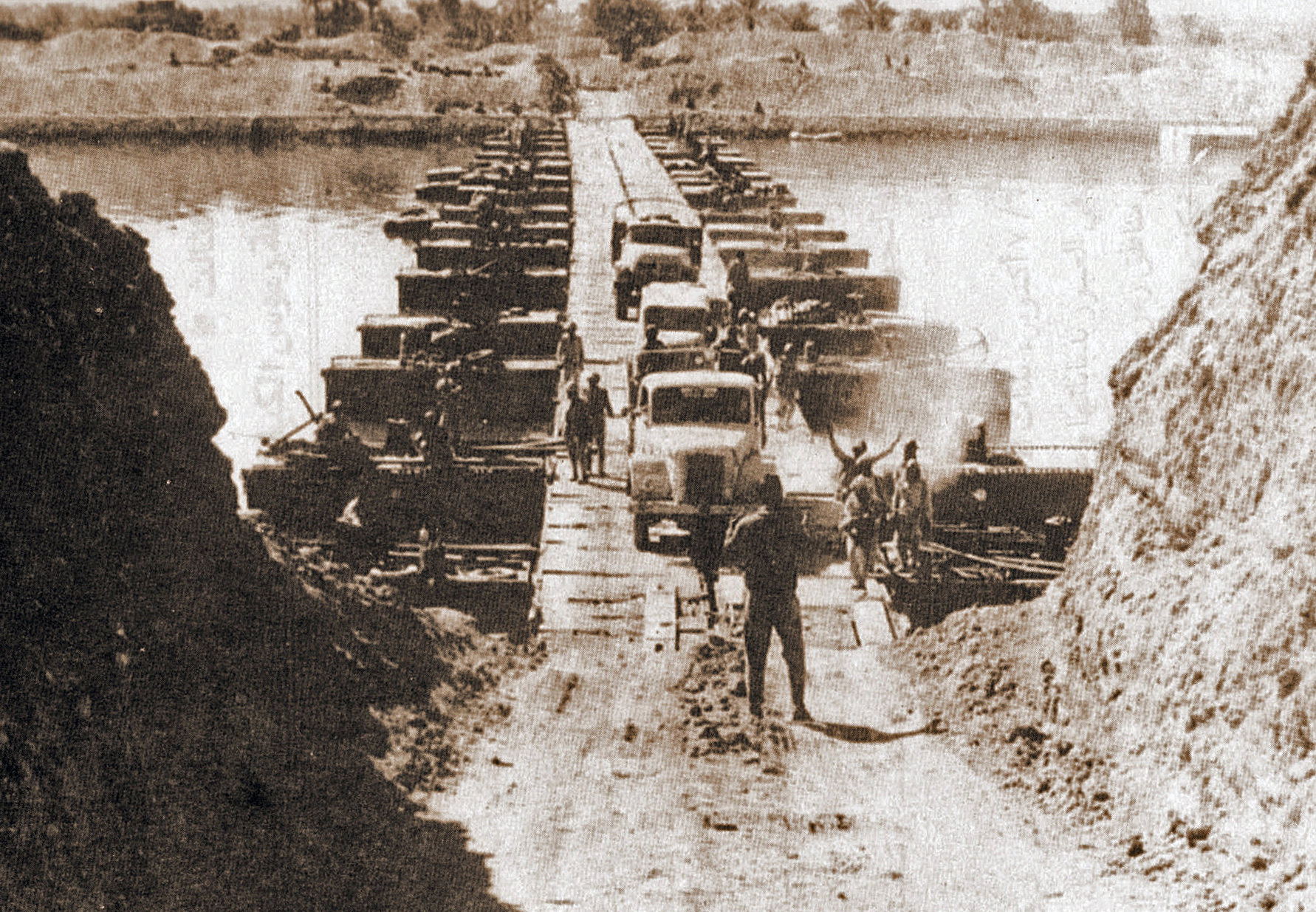
Forze egiziane attraversano il Canale di Suez il 7 ottobre

Nel 1977 l'esercito combatté nella guerra libico-egiziana. All'inizio di luglio 1977, le due divisioni schierate al confine Egitto-Libia erano state portate al massimo delle loro forze e vennero trincerate. Erano sostenute da diversi battaglioni commando delle Forze Sa'ka e unità di supporto, mentre una terza divisione di stanza vicino al Cairo e altri commando erano pronti a trasferirsi con breve preavviso. Un totale di oltre 40.000 soldati vennero schierati al confine durante la guerra.
L'esercito aveva una forza stimata di 320.000 uomini nel 1989. Circa 180.000 di questi erano coscritti. Oltre alla 2ª Armata e alla 3ª Armata a est, la maggior parte delle truppe rimanenti era di stanza nella regione del Delta del Nilo, intorno all'alto Nilo e lungo il confine libico. Queste truppe erano organizzate in otto distretti militari, poi ridotti a cinque grandi regioni. I commando e le unità aviotrasportate erano di stanza vicino al Cairo sotto il controllo centrale, ma potevano essere trasferiti rapidamente ad una delle armate sul campo, se necessario. I comandanti distrettuali, che generalmente ricoprivano il grado di maggior generale, mantenevano i contatti con i governatori e altre autorità civili su questioni di sicurezza interna.
Il processo decisionale nell'esercito ha continuato ad essere altamente centralizzato durante gli anni '80. Gli ufficiali al di sotto del livello di brigata raramente prendevano decisioni tattiche e richiedevano l'approvazione delle autorità di grado superiore prima di modificare qualsiasi operazione. Gli alti ufficiali dell'esercito erano a conoscenza di questa situazione e iniziarono a prendere provvedimenti per incoraggiare l'iniziativa ai livelli inferiori di comando. La carenza di personale arruolato ben addestrato divenne un serio problema per l'esercito che adottava sistemi d'arma sempre più complessi. Gli osservatori stimarono nel 1986 che il 75% di tutti i coscritti fosse analfabeta quando entrarono nell'esercito.

### Gli anni '90

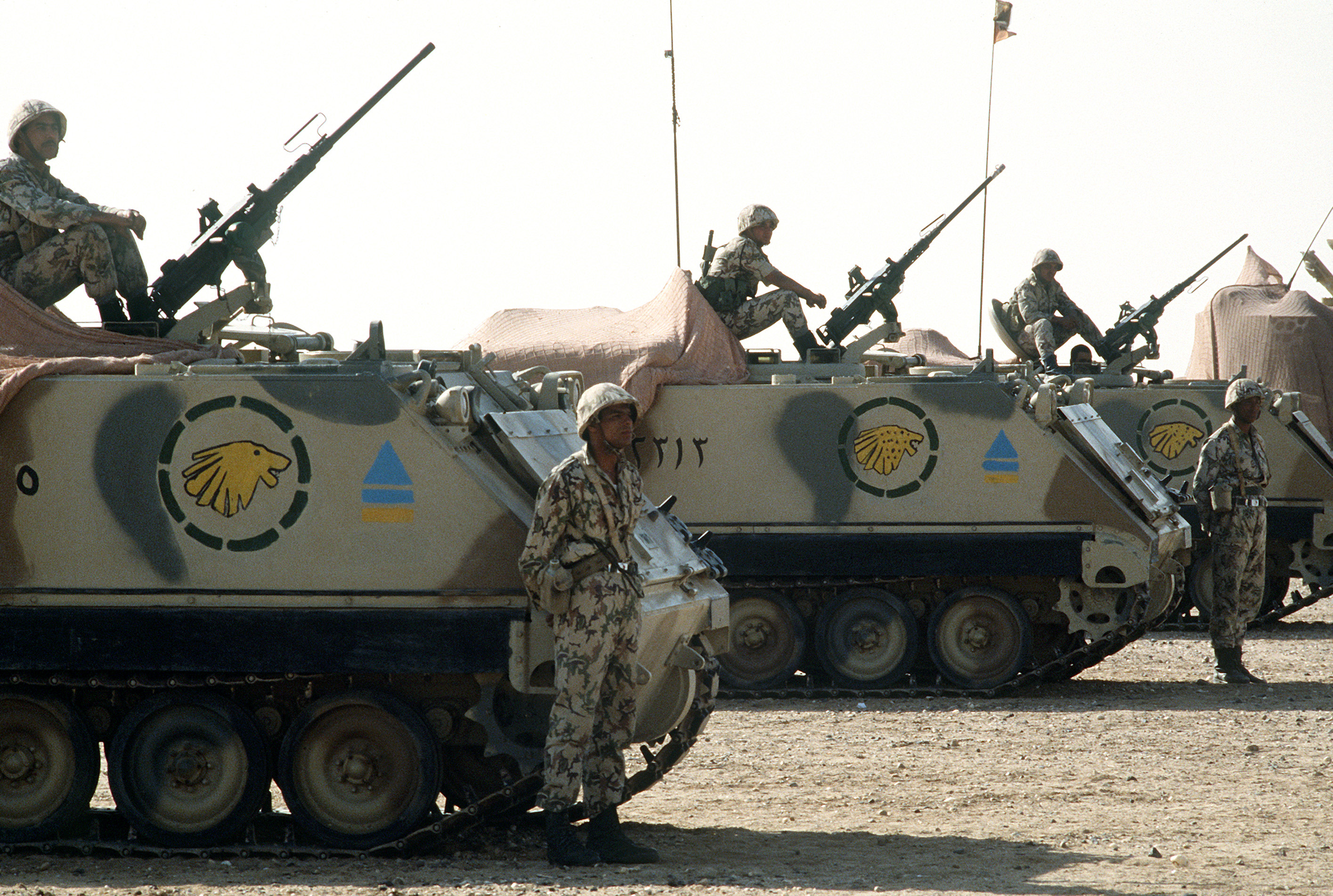
Soldati egiziani con veicoli trasporto truppe M113 durante una parata per i dignitari in visita, parte dell'operazione Desert Shield.

Dagli anni '80 l'esercito costruì legami sempre più stretti con gli Stati Uniti, come evidenziato nelle esercitazioni semestrali dell'Operazione Bright Star. Questa cooperazione facilitò l'integrazione dell'esercito egiziano nella coalizione della guerra del Golfo del 1990-1991, durante la quale il II Corpo d'armata egiziano sotto il maggiore generale Salah Halabi, con la 3ª Divisione meccanizzata e la 4ª Divisione corazzata, combatté come parte dell'Arab Joint Forces Command North. La forza schierata si comportò in modo spaventoso. Non fu in grado di avanzare il primo tempo di attacco dopo una richiesta del comandante generale degli Stati Uniti Norman Schwarzkopf; fermato dopo il fuoco 'distaccato' dell'artiglieria irachena; continuò a muoversi così lentamente che la mattina del terzo giorno di guerra non avevano ancora preso gli obiettivi del primo giorno; e non poteva riorientarsi per accettare un invito a partecipare ad un ingresso cerimoniale congiunto arabo a Kuwait City fino a quando Schwarzkopf non riuscì a convincere Hosni Mubarak a dare un ordine diretto al comandante egiziano di farlo.
L'esercito condusse l'esercitazione Badr '96 nel 1996 nel Sinai. Il nemico virtuale durante l'esercitazione era Israele. Le esercitazioni nel Sinai facevano parte di un'esercitazione più ampia che coinvolse 35.000 uomini in totale. L'Egitto ha condotto un'altra esercitazione Badr, la più grande esercitazione militare dal 1996, nel 2014.
Fino alla fine della Guerra Fredda, la partecipazione militare egiziana alle operazioni di mantenimento della pace delle Nazioni Unite era stata limitata a un battaglione con l'ONUC nel Congo. Gli egiziani sembrano essere arrivati nel settembre del 1960, ma se ne andarono all'inizio del 1961 dopo una disputa sul ruolo delle Nazioni Unite. Ma dopo il 1991, vennero inviati molti altri osservatori militari delle Nazioni Unite e truppe, in alcuni casi insieme alla polizia. Gli osservatori militari hanno prestato servizio in Sahara occidentale (MINURSO), Angola (UNAVEM II), nella Forza di protezione delle Nazioni Unite (UNPROFOR) nell'ex Jugoslavia, Somalia, Mozambico, Georgia, Macedonia, Slavonia orientale, UNMOP (Prevlaka) e Sierra Leone. Fonti ufficiali delle Nazioni Unite affermano che l'Egitto ha partecipato all'UNCRO, ma Berman e Sams, citando fonti egiziane ufficiali presso la delegazione egiziana alle Nazioni Unite, affermano che ciò non è corretto. Le truppe vennero inviate all'UNPROFOR (un battaglione di 410 uomini), all'UNOSOM II in Somalia, alla Missione delle Nazioni Unite nella Repubblica Centrafricana (MINURCA) (328 soldati nel giugno 1999) e alla MONUC (15 soldati nel 2004). Il contributo egiziano in Congo si è notevolmente ampliato dopo il 2004; nel 2013, un battaglione egiziano faceva parte della missione, con almeno una compagnia di stanza presso l'aeroporto di Kavumu nel Sud Kivu.
Oggi i coscritti senza una laurea servono tre anni come soldati arruolati. I coscritti con un diploma di scuola secondaria generale servono due anni come soldati arruolati. I coscritti con una laurea servono 14 mesi come arruolati o 27 mesi come ufficiali della riserva.

### Il XXI secolo
Il 31 gennaio 2011, durante la rivoluzione egiziana del 2011, i media israeliani riferirono che alla 9ª, 2ª e 7ª Divisione dell'esercito era stato ordinato di entrare al Cairo per aiutare a ristabilire l'ordine.
Il 3 luglio 2013, le forze armate egiziane lanciarono un colpo di Stato contro il governo eletto di Mohamed Morsi a seguito di proteste di massa che chiedevano le sue dimissioni. L'8 luglio 2013, scontri tra la Guardia repubblicana e sostenitori pro-Morsi causarono la morte di 61 manifestanti.. Il 14 agosto 2013, l'esercito egiziano e la polizia eseguirono il massacro di Rabaa, uccidendo 2.600 persone. Il conteggio totale delle vittime rese il 14 agosto il giorno più mortale in Egitto dalla rivoluzione egiziana del 2011 che aveva rovesciato l'ex presidente Hosni Mubarak. Diversi leader mondiali denunciarono le violenze durante le dispersioni dei sit-in.
Il 25 marzo 2020 venne riferito che due generali dell'esercito, Shafea Dawoud e Khaled Shaltout, erano morti a causa della pandemia di COVID-19 in Egitto e che almeno 550 ufficiali e soldati erano stati infettati dal virus.
Nel marzo 2021, Human Rights Watch ha accusato le forze armate egiziane di violare il diritto internazionale sui diritti umani e di aver commesso crimini di guerra demolendo più di 12.300 edifici residenziali e commerciali e 6.000 ettari di terreni agricoli dal 2013 nel nord del Sinai.

## Struttura
L'Autorità per le operazioni militari egiziana, governata dal Ministero della Difesa, ha sede al Cairo. L'ufficio del Capo di Stato Maggiore delle forze armate egiziane è al Cairo. È il capo di stato maggiore dell'esercito, della marina e dell'aeronautica, sebbene gli ultimi due facciano tipicamente capo al ministero della Difesa.
Orientate verso la Penisola del Sinai e situate appena ad ovest del Canale sono la 2ª Armata e la 3ª Armata dell'Egitto.

### Regione Militare Centrale
- QG Eliopoli, Grande Cairo
  - QG da campo, Heliopolis, Regione Militare Centrale
  - QG da campo, El Qanater, Regione Militare Centrale
    - QG da sottocampo, Tanta, Regione Militare Centrale
    - QG da sottocampo, Zagazig, Regione Militare Centrale

  - QG da campo, Qom Ushim, El Fayum, Regione Militare Centrale
  - QG da campo, Beni Suef, Regione Militare Centrale

### Regione Militare Settentrionale
- QG Alessandria
  - QG da campo, Alessandria, Regione Militare Settentrionale
    - QG da sottocampo, Abu Quir, Regione Militare Settentrionale
    - QG da sottocampo, Maryut, Regione Militare Settentrionale

  - QG da campo, Rosetta, Regione Militare Settentrionale
  - QG da campo, Damietta, Regione Militare Settentrionale

### Comando Unificato dell'Area Est del Canale
- QG Suez
  - QG da campo, Port Said, Regione Militare Settentrionale del Canale di Suez
  - QG da campo, Ismailia, Regione Militare Centrale del Canale di Suez
  - QG da campo, El Mansura, El Daqahliya, Regione Militare del Delta Orientale
  - QG da campo, El Suez, Regione Militare Meridionale del Canale di Suez
  - QG da campo, Regione Militare dell'Autostrada Cairo-Suez
  - QG da campo, Hurghada, Regione Militare del Mar Rosso

### Regione Militare Occidentale
- QG Marsa Matruh
  - QG da campo, Sidi Barrani, Regione Militare Occidentale
  - QG da campo, Marsa Matruh, Regione Militare Occidentale
  - QG da campo, Sallum, Regione Militare Occidentale

### Regione Militare Meridionale
- QG Assiut
  - QG da campo, El Minya, Regione Militare Meridionale
  - QG da campo, Qena, Regione Militare Meridionale
  - QG da campo, Sohag, Regione Militare Meridionale
  - QG da campo, Assuan, Regione Militare Meridionale

### Ordine di battaglia

#### Prima armata
- Quartier generale (HQ): al-Qāhira

#### Terza Armata

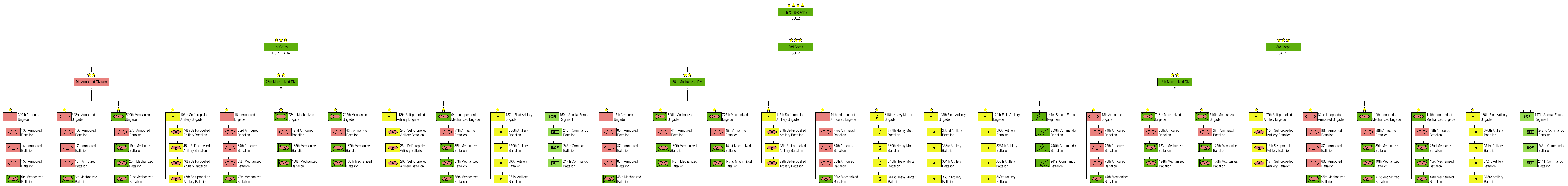
Organigramma della Terza Armata

quartier generale (HQ): al-Suways

##### Primo Corpo d'armata
- Base: Al Ghardaqah
- 9ª Divisione corazzata
- 23ª Divisione fanteria meccanizzata
- 94ª Brigata Indipendente meccanizzata
- 127ª Brigata di Artigliería
- 159º Reggimento delle Forze speciali

##### Secondo Corpo d'armata
- Base: al-Suways
- 36ª Divisione fanteria meccanizzata
- 44ª Brigata blindata indipendente
- 816ª Brigata mortai
- 128ª Brigata di Artigliería
- 129ª Brigata di Artigliería
- 141º Reggimento delle Forze speciali

##### Terzo Corpo d'armata
- Base: al-Qāhira
- 16ª Divisione fanteria meccanizzata
- 82ª Brigata corazzata indipendente
- 110ª Brigata meccanizzata indipendente
- 111ª Brigata meccanizzata indipendente
- 130ª Brigata di Artigliería
- 147º Reggimento delle Forze speciali

### Corpi e branche amministrative
Amministrativamente, i corpi e le branche dell'esercito includono il Corpo corazzato egiziano; la fanteria/forze meccanizzate; il Corpo d'Artiglieria; il Corpo aviotrasportato egiziano, le Forze Sa'ka - le forze speciali egiziane; il Corpo di ricognizione; il Corpo delle comunicazioni e le forze di guerra elettronica; il Corpo del Genio; il Corpo medico, il cui status di unità sul campo nei primi anni 2020 non è confermato; il Corpo di rifornimento, che può essere la stessa organizzazione del Corpo di quartier generale; il Corpo di polizia militare; il Corpo di guerra chimica; e missili tattici (forze missilistiche terra-terra a lungo raggio), che possono far parte del Corpo di artiglieria.
Le forze corazzate della Guardia repubblicana sono strettamente associate all'esercito. Inoltre, anche la Guardia di frontiera/Corpo di frontiera è affiliata alle forze armate.
Il Dipartimento del servizio medico delle forze armate gestisce oltre quaranta strutture ospedaliere in tutto l'Egitto. Il complesso di ospedali militari multipli del Kobry Bridge del Cairo (aperto nel 2011; nuove aggiunte previste fino al 2019), fa parte di uno sforzo continuo dell'esercito egiziano per offrire trattamenti e cure all'avanguardia. La struttura dispone di 840 posti letto suddivisi tra chirurgia maggiore, malattie respiratorie ed unità di emergenza. I centri più piccoli specializzati in cure odontoiatriche, cardiache e oftalmologiche rappresentano altri 205 posti letto.
L'Accademia medica militare egiziana venne fondata nel 1979 con lo scopo di istruire e formare ufficiali medici in tutte le armi delle forze armate egiziane. La struttura si trova in Ihsan Abdul Quddus Street al Cairo. È associata al College medico delle forze armate, fondato nel 1827. Questa fu la prima scuola di medicina moderna del Medio Oriente ed era un prodotto del nuovo Dipartimento militare della sanità egiziano durante l'amministrazione di Muhammad Ali Pascià.

## Gradi militari ed insegne

### Ufficiali
| Gruppo gradi                       | Ufficiali generali/di bandiera | Ufficiali generali/di bandiera | Ufficiali generali/di bandiera | Ufficiali generali/di bandiera | Ufficiali generali/di bandiera | Ufficiali generali/di bandiera | Ufficiali generali/di bandiera | Ufficiali generali/di bandiera | Ufficiali generali/di bandiera | Ufficiali generali/di bandiera | Ufficiali da campo/senior | Ufficiali da campo/senior | Ufficiali da campo/senior | Ufficiali da campo/senior | Ufficiali da campo/senior | Ufficiali da campo/senior | Ufficiali junior | Ufficiali junior         | Ufficiali junior         | Ufficiali junior         | Ufficiali junior | Ufficiali junior | Ufficiali junior | Ufficiali junior | Allievo ufficiale | Allievo ufficiale | Allievo ufficiale | Allievo ufficiale | Allievo ufficiale | Allievo ufficiale | Allievo ufficiale | Allievo ufficiale | Allievo ufficiale | Allievo ufficiale | Allievo ufficiale | Allievo ufficiale |
| ---------------------------------- | ------------------------------ | ------------------------------ | ------------------------------ | ------------------------------ | ------------------------------ | ------------------------------ | ------------------------------ | ------------------------------ | ------------------------------ | ------------------------------ | ------------------------- | ------------------------- | ------------------------- | ------------------------- | ------------------------- | ------------------------- | ---------------- | ------------------------ | ------------------------ | ------------------------ | ---------------- | ---------------- | ---------------- | ---------------- | ----------------- | ----------------- | ----------------- | ----------------- | ----------------- | ----------------- | ----------------- | ----------------- | ----------------- | ----------------- | ----------------- | ----------------- |
| Al-Quwwāt al-Barriyyat al-Miṣriyya |                                |                                |                                |                                |                                |                                |                                |                                |                                |                                |                           |                           |                           |                           |                           |                           |                  |                          |                          |                          |                  |                  |                  |                  |                   |                   |                   |                   |                   |                   |                   |                   |                   |                   |                   |                   |
| مشير‎ Mushīr                        | مشير‎ Mushīr                    | فريق أول‎ Farīq 'awwāl          | فريق أول‎ Farīq 'awwāl          | فريق‎ Fārīq                     | فريق‎ Fārīq                     | لواء‎ Līwa'ā                    | لواء‎ Līwa'ā                    | عميد‎ Amīd                      | عميد‎ Amīd                      | عقيد‎ Aqīd                      | عقيد‎ Aqīd                 | مقدم‎ Muqāddām             | مقدم‎ Muqāddām             | رائد‎ Ra'id                | رائد‎ Ra'id                | نقيب‎ Naqib                | نقيب‎ Naqib       | ملازم أول‎ Mulāzīm 'awwāl | ملازم أول‎ Mulāzīm 'awwāl | ملازم أول‎ Mulāzīm 'awwāl | ملازم‎ Mulāzīm    | ملازم‎ Mulāzīm    | ملازم‎ Mulāzīm    |                  |                   |                   |                   |                   |                   |                   |                   |                   |                   |                   |                   |                   |
| Feldmaresciallo                    | Feldmaresciallo                | Generale d'armata              | Generale d'armata              | Tenente generale               | Tenente generale               | Maggior generale               | Maggior generale               | Brigadiere                     | Brigadiere                     | Colonnello                     | Colonnello                | Tenente colonnello        | Tenente colonnello        | Maggiore                  | Maggiore                  | Capitano                  | Capitano         | Primo tenente            | Primo tenente            | Primo tenente            | Tenente          | Tenente          | Tenente          |                  |                   |                   |                   |                   |                   |                   |                   |                   |                   |                   |                   |                   |

### Sottufficiali
| Gruppo gradi                       | Sottufficiali senior    | Sottufficiali senior    | Sottufficiali senior    | Sottufficiali senior    | Sottufficiali senior    | Sottufficiali senior | Sottufficiali senior | Sottufficiali senior | Sottufficiali senior | Sottufficiali senior | Sottufficiali senior | Sottufficiali senior | Sottufficiali senior | Sottufficiali senior | Sottufficiali senior | Sottufficiali senior | Sottufficiali senior | Sottufficiali senior | Sottufficiali senior | Sottufficiali senior | Sottufficiali senior | Sottufficiali senior | Sottufficiali junior | Sottufficiali junior | Sottufficiali junior | Sottufficiali junior | Sottufficiali junior | Sottufficiali junior | Arruolati  | Arruolati  | Arruolati  | Arruolati  | Arruolati  | Arruolati | Arruolati | Arruolati |
| ---------------------------------- | ----------------------- | ----------------------- | ----------------------- | ----------------------- | ----------------------- | -------------------- | -------------------- | -------------------- | -------------------- | -------------------- | -------------------- | -------------------- | -------------------- | -------------------- | -------------------- | -------------------- | -------------------- | -------------------- | -------------------- | -------------------- | -------------------- | -------------------- | -------------------- | -------------------- | -------------------- | -------------------- | -------------------- | -------------------- | ---------- | ---------- | ---------- | ---------- | ---------- | --------- | --------- | --------- |
| Al-Quwwāt al-Barriyyat al-Miṣriyya |                         |                         |                         |                         |                         |                      |                      |                      |                      |                      |                      |                      |                      |                      |                      |                      |                      |                      |                      |                      |                      |                      |                      |                      |                      |                      |                      |                      |            |            |            |            |            |           |           |           |
| مساعد أول‎ Musaīd 'awwāl            | مساعد أول‎ Musaīd 'awwāl | مساعد أول‎ Musaīd 'awwāl | مساعد أول‎ Musaīd 'awwāl | مساعد أول‎ Musaīd 'awwāl | مساعد أول‎ Musaīd 'awwāl | مساعد‎ Musāīd         | مساعد‎ Musāīd         | رقيب أول‎ Raqib awwal | رقيب أول‎ Raqib awwal | رقيب‎ Raqib           | رقيب‎ Raqib           | رقيب‎ Raqib           | رقيب‎ Raqib           | رقيب‎ Raqib           | رقيب‎ Raqib           | رقيب‎ Raqib           | رقيب‎ Raqib           | رقيب‎ Raqib           | رقيب‎ Raqib           | رقيب‎ Raqib           | رقيب‎ Raqib           | عريف‎ 'arif           | عريف‎ 'arif           | عريف‎ 'arif           | عريف‎ 'arif           | جندي‎ Jundi           | جندي‎ Jundi           | جندي‎ Jundi           | جندي‎ Jundi | جندي‎ Jundi | جندي‎ Jundi | جندي‎ Jundi | جندي‎ Jundi |           |           |           |

## Uniformi
L'esercito egiziano utilizza un abito da cerimonia in stile britannico, con mimetica del deserto implementata nel 2012. L'identificazione tra le diverse branche dell'esercito egiziano dipendeva dalle insegne sulla spalla superiore sinistra dell'uniforme e anche dal colore del berretto. Le unità aviotrasportate, Thunderbolt e della Guardia repubblicana utilizzano ciascuna le proprie uniformi mimetiche.

### Tuta mimetica
| Egyptian Army Thunderbolt camouflage uniform | Egyptian Army Thunderbolt camouflage uniform | Egyptian Army Thunderbolt camouflage uniform | Egyptian Republican Guard camouflage uniform |
| Esercito                                     | Aviotrasportate                              | Thunderbolt                                  | Guardia repubblicana                         |
| -------------------------------------------- | -------------------------------------------- | -------------------------------------------- | -------------------------------------------- |

## Equipaggiamento
Il variegato inventario di armi dell'esercito egiziano complica il supporto logistico per l'esercito. La politica nazionale a partire dagli anni '70 ha incluso la creazione di un'industria nazionale degli armamenti (compresa l'Organizzazione araba per l'industrializzazione) in grado di eseguire la manutenzione interna e l'aggiornamento delle attrezzature esistenti, con l'obiettivo finale della produzione egiziana dei principali sistemi terrestri. Nel 1984 l'Egitto ricevette il permesso di costruire una fabbrica dell'M1 Abrams e la produzione dell'M1 iniziò nel 1992. Prima di questo, le grandi acquisizioni includevano quasi 700 carri armati da combattimento M-60A1 dagli Stati Uniti dal marzo 1990, così come quasi 500 missili guidati anticarro Hellfire.
Oggi l'esercito egiziano utilizza una varietà di sistemi d'arma e veicoli provenienti da Stati Uniti, Russia e altri fornitori nazionali.